# تيد إليس
تيد إليس (بالإنجليزية: Ted Ellis (artist))‏ (و. 1963 – م) هو مهندس، رسام، رجل أعمال من الولايات المتحدة الأمريكية ولد في نيو أورلينز، لويزيانا.